# Red de a pie

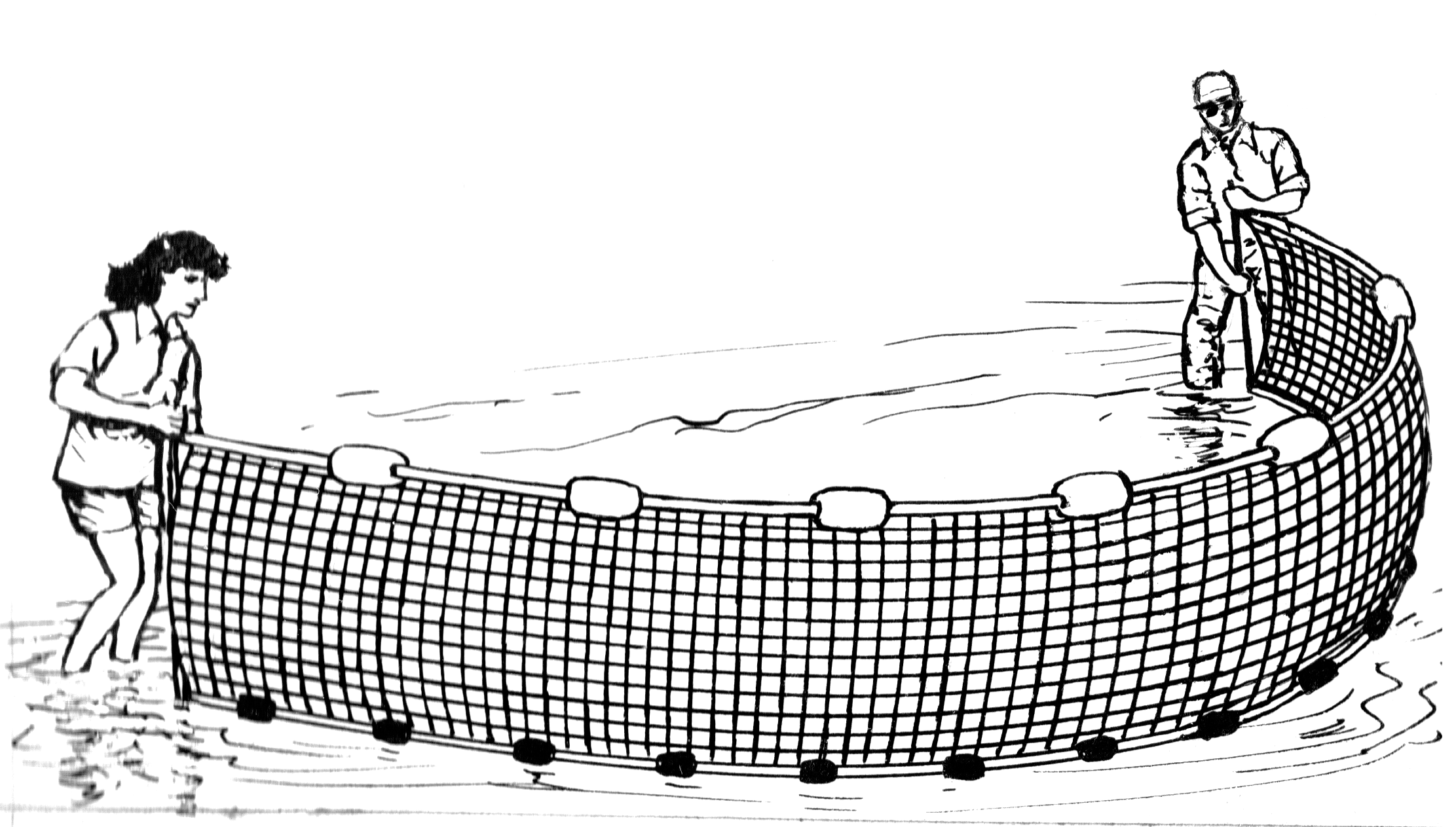
Red de a pie

La red de a pie es un tipo de red de pesca cuya invención tuvo por objeto pescar en las orillas del mar sin embarcación, usándola dos o más pescadores, a cuyo efecto se meten en el agua hasta el pecho para tirar de ella y rastrear o barrer las playas arenosas que lo permiten.
Consta por lo común de bandas y copo a imitación del boliche pero el total de su largo no excede regularmente de veinte a treinta brazas: el ancho de las bandas es de dos brazas y el copo, de la misma dimensión en sencillo. Con la diferencia de que la malla de aquellas es de a pulgada en cuadro y de media la del copo. Se observan, sin embargo, notables diferencias según los países y además en algunos, suele variar mucho el modo de pescar.
En Puerto Real, han usado de esta red a imitación de mangas de red a las orillas del mar sirviendo de cebo para la pesca de las parejas y el buey de mar, porque se valen de dos pequeños botes, en cuya popa aseguran los cabos de la red, con la que rastrean a la vela.
Este mismo arte en otros parajes es una especie de cinta de indeterminada dimensión; esto es, desde catorce hasta treinta brazas de largo y dos de ancho sin copo, con sus plomos del peso de media a una o dos onzas, aunque en esto no hay regla segura, ni en las distancias de uno a otro, como igualmente en los corchos. Pero la malla es como la de la lavada.
En Sanlúcar, se ha dado a la red de a pie el nombre de trasmallo, que allí consta de 30-35 brazas, sin entretela o paños dobles, sin copo y que se pesca con ella según el verdadero sentido de red de a pie para coger camarones en la embocadura del Guadalquivir, cebo que aquellos pescadores prefieren a todo otro para el palangre y la ballestilla, aunque en el verano usan de la jibia. En la Albufera de Murcia y en otras distintas partes de las Costas de Valencia, se ha usado la red de a pie en todos los tiempos.
Hay además otras redes de a pie llamadas Cintetas, que se calan desde tierra dando de tres a cuatro cuerdas según los parajes. Las dimensiones regulares de esta pequeña red se reducen a cuatro brazas de largo con setenta mallas de ancho o pared de nueve nudos al palmo y muchos suelen llamarla Peseta.

## Uso de la red de a pie
De este penoso modo de pescar, como manifiestan las aptitudes de los dos pescadores, los cuales con agua hasta el pecho y mediante un esfuerzo bastante violento arrastran la red que va barriendo el fondo de la playa hasta que se cansan o el terreno se lo permite, en cuyo caso juntándose y saliendo a la orilla, la sacan a tierra para coger los peces que en sus repetidos lances llegan a abarcar; de este ejercicio, procedió la denominación de red de a pie.
Duhamel habla de la misma red y dice que, en algunos parajes, los labradores se emplean en pescar con ella, usando de los caballos de sus carros.